# Dear Heather
Dear Heather és l'onzè disc d'estudi del cantautor canadenc Leonard Cohen, enregistrat entre 2002 i 2004 i aparegut l'octubre de 2004. Aquest disc accentua els canvis que ja s'havien donat a Ten New Songs, amb més fragments de cant interpretat per una dona o l'increment de la poeticitat de les lletres, de les quals dues són poemes de dos altres escriptors.
L'àlbum va estar a punt d'anomenar-se Old Ideas, però Cohen van canviar el títol quan ell mateix va pensar que un títol així podria indicar una compilació a l'estil dels Best of. De nou, Cohen va enregistrar el disc de manera digital en el seu estudi de Los Angeles que comparteix amb Sharon Robinson.

## Llista de temes
1. Go No More A-Roving (Lletra de Lord Byron, del poema So, we'll go no more a roving)
2. Because Of
3. The Letters (Cohen/Sharon Robinson)
4. Undertow
5. Morning Glory
6. On That Day (Cohen/Anjani Thomas)
7. Villanelle for Our Time (lletra de F. R. Scott)
8. There for You (Cohen/Robinson)
9. Dear Heather
10. Nightingale (Cohen/Thomas)
11. To a Teacher
12. The Faith (música basada en la cançó popular del Quebec Un Canadien errant)
13. Tennessee Waltz (Redd Steward/Pee Wee King, amb un vers addicional de Cohen)

## Temes destacats
On That Day és una cançó sobre l'11 de setembre de 2001, quan hi va haver els atacs a les Torres Bessones de Nova York.
Villanelle for Our Time va ser enregistrada el 6 de maig de 1999, quan Cohen va retornar del centre zen on havia estat meditant.
The Faith és una peça descartada del disc Recent Songs, que va ser repassada amb nous acords vocals i singnada per Henry Lewy i Leane Ungar.
L'última peça és una actuació en directe del Tennessee Waltz, enregistrada el 9 de juliol de 1985 al Festival de Jazz de Montreux.